# Syntormon wittei
Syntormon wittei är en tvåvingeart som beskrevs av Vanschuytbroeck 1951. Syntormon wittei ingår i släktet Syntormon och familjen styltflugor.
Artens utbredningsområde är Kongo. Inga underarter finns listade i Catalogue of Life.